# دبیرستان یاپ
دبیرستان یاپ یک مدرسه آموزش متوسطه در کولونیا منطقه شهرداری رول در بخش جنوبی آبخوست یاپ، ایالت یاپ در ایالات فدرال میکرونزی است. مدیریت این مدرسه بر عهده وزارت آموزش و پرورش ایالت یاپ است.
ساختمان کنونی دبیرستان یاپ بین سال‌های پایانی دهه ۱۹۶۰ (میلادی) تا میانه دهه ۱۹۷۰ (میلادی) ساخته شد که همزمان با ساخت دیگر مدرسه‌ها در قلمرو تراست جزایر اقیانوس آرام بود.